# Schizonycha xanthodera
Schizonycha xanthodera är en skalbaggsart som beskrevs av Blanchard 1851. Schizonycha xanthodera ingår i släktet Schizonycha och familjen Melolonthidae. Inga underarter finns listade i Catalogue of Life.